# Kanō-Schule

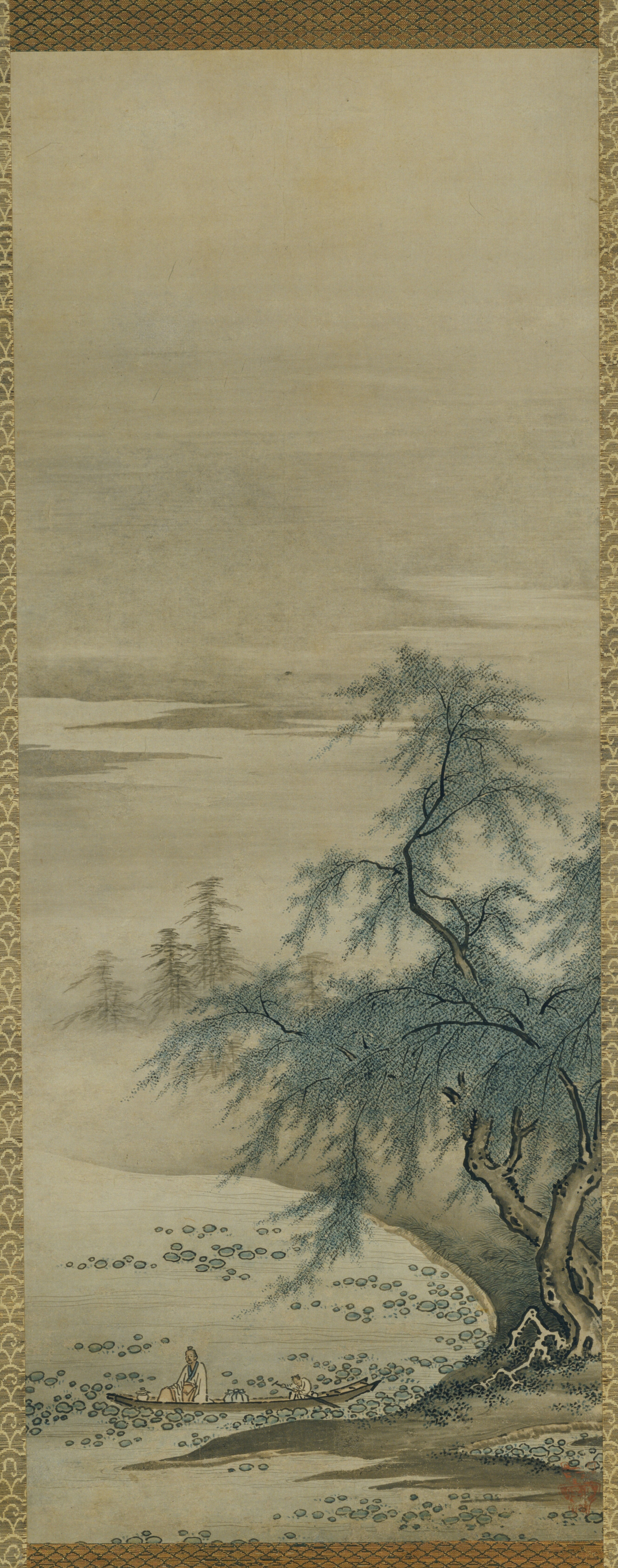
Masanobu: am Lotus-Teich

Die Kanō-Schule (jap. 狩野派, Kanō-ha) ist eine Schule der japanischen Malerei und umfasst die Maler der Kanō-Familie, zu der auch adoptierte Meister-Schüler gehören. Maler der Kanō-Familie waren als Hofmaler (御用絵師, goyō eshi) beim Shōgun erblich akkreditiert. Die Schule existierte von der Mitte des 15. Jahrhunderts bis zum Ende des 19. Jahrhunderts.

## Die Familie
Der erste Meister der Kanō-Schule war Kanō Masanobu (正信; 1432–1530) in Kyōto, ihm folgte sein Sohn, Kanō Motonobu (元信; 1476–1559). Den ersten Höhepunkt erreichte die Schule in der vierten Generation mit Eitoku (永徳; 1543–1590). Nach Eitoku begründeten die Söhne und Meister-Schüler eigene Schulen in Edo, wo durch den Shōgun und die Stadtresidenzen der Daimyō Aufträge zu erwarten waren. 
Es entstanden so 
- der Kajibashi-Zweig, begründet von dem herausragenden Tan’yū (探幽; 1602–1674),
- der Kobikichō-Zweig, begründet von Naonobu (尚信; 1607–1650)
- der Nakahashi-Zweig – das war die Hauptlinie –, begründet durch Yasunobu (安信; 1614–1685),
- der Suruga-Zweig, begründet durch Tōun (洞雲; 1625–1694),

und eine ganze Reihe weitere Zweige. 
In Kyōto verblieb der dritte große Meister Sanraku (山楽; 1559–1635), der den Kyō-Zweig begründete. Ihm folgte der vierte Große, Sansetsu (山雪; 1590–1651) und dann dessen Sohn Kanō Einō. 
Im 18. Jahrhundert ging die Bedeutung der Kanō-Schule zurück. Künstler aus dem Kunsthandwerk und bürgerlichen Milieu stiegen auf und begründeten neue konkurrierende Schulen. Als letzter Meister der Kanō-Schule gilt Hōgai (芳崖; 1828–1888). Auf seiner Malerei fußt der „japanische Malstil“, Nihonga, der gegenüber dem aus Europa übernommenen „westlichen Malstil“ Yōga an die nationale Tradition anknüpfte.

## Der Malstil der Schule

Eitoku: Stellschirm mit Zypresse

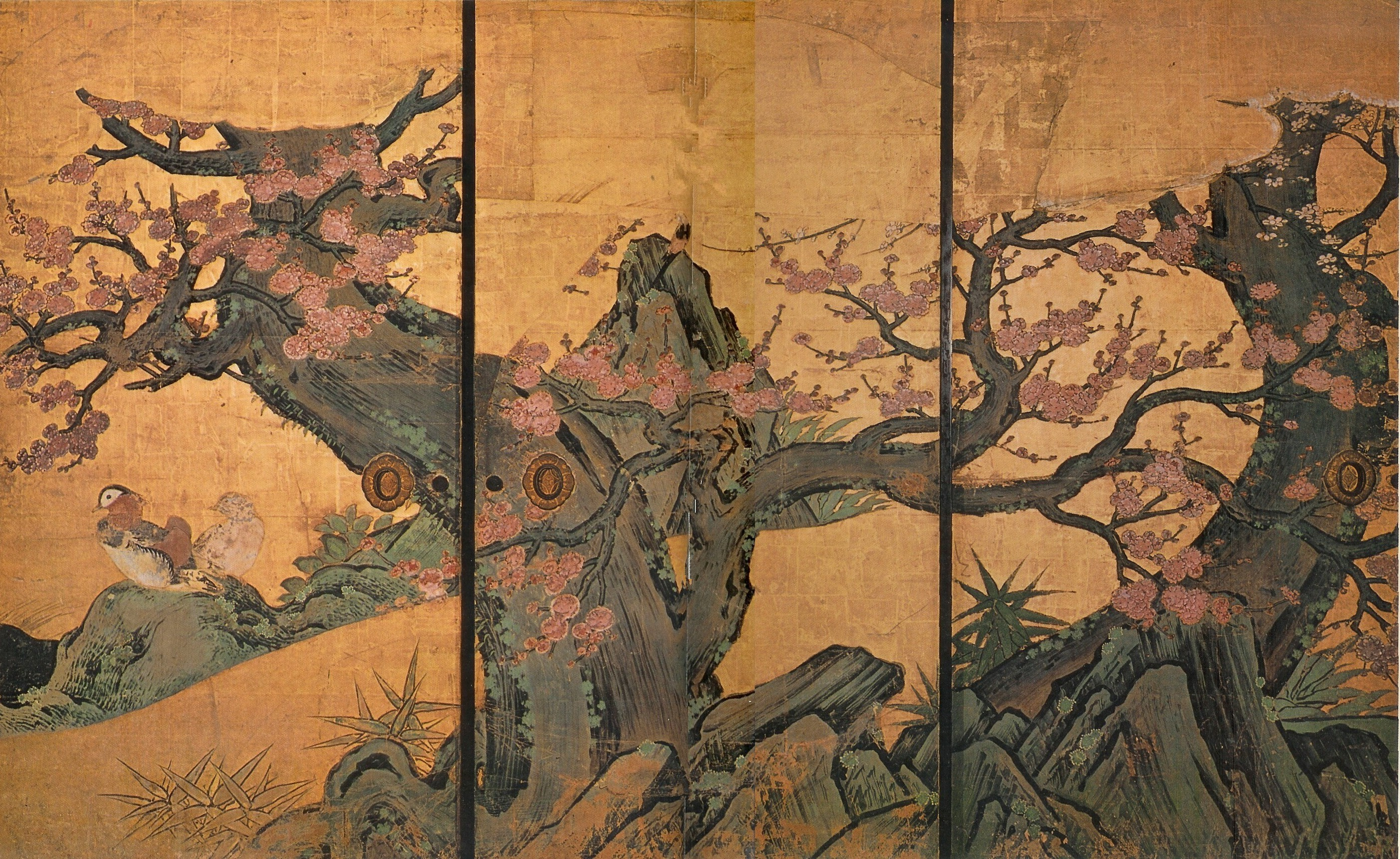
Sanraku: Fusuma (Teil)

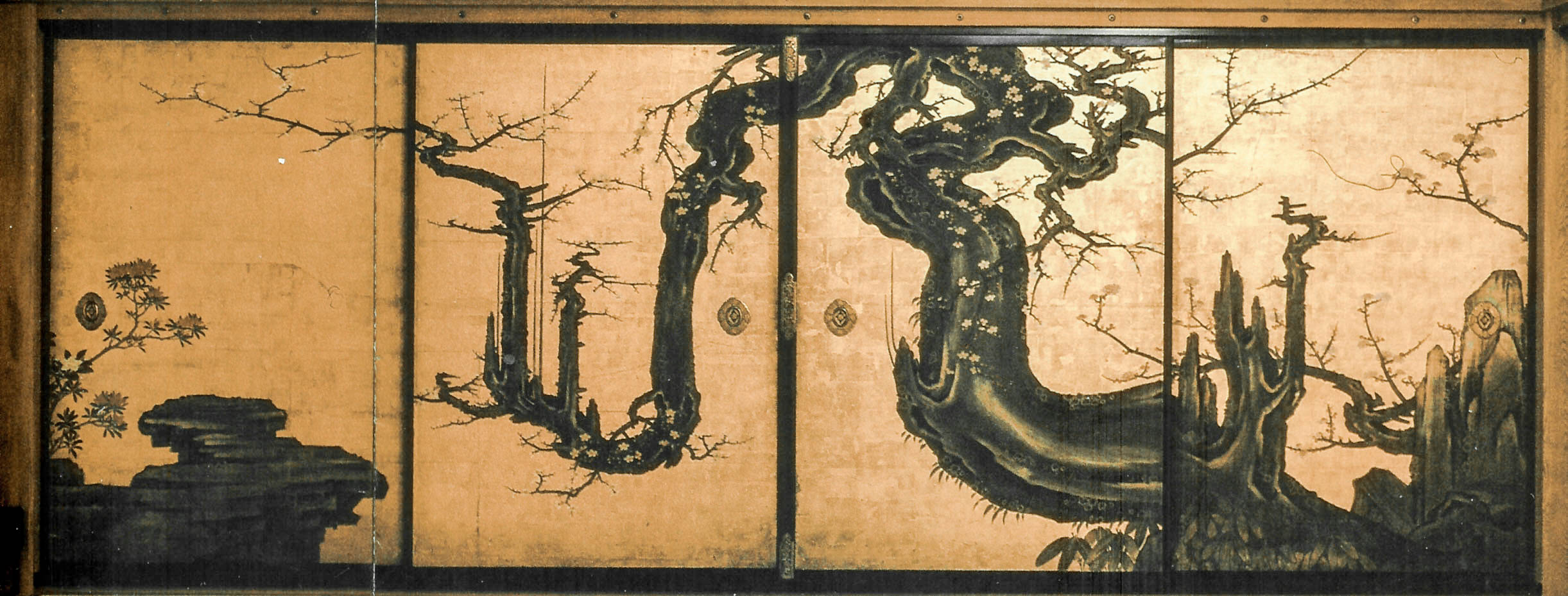
Sansetsu: Fusuma

Das Wirken der genannten großen Meister fällt in die als Momoyama-Periode bezeichnete kunstgeschichtliche Epoche und die frühe Edo-Zeit und reichte von circa 1570 bis 1600. In dieser Zeit ließen die neuen Machthaber im Lande große Paläste bauen, deren Wände, innere Schiebetüren, aufwendig geschmückt und durch ebenso aufwändig gestaltete Stellschirme ergänzt wurden (Momoyama-Genremalerei). Der monochrome Malstil der frühen Kanō-Schule wurde zwar fortgeführt, nun aber kamen prächtige farbige Malereien, aufgetragen auf Goldgrund, dazu. Viele Gebäude existieren leider nicht mehr, so die der Burg Fushimi (伏見城) auf dem Momoyama („Pfirsichberg“) bei Uji, der der Kunstepoche den Namen gab, oder das Jurakudai (聚楽第), ein Palast in Kyōto, beide von Toyotomi Hideyoshi erbaut und nach dessen Tode zerstört. Von den erhaltenen Gebäuden ist am einfachsten zugänglich der Nijō-Palast in Kyōto, in dem Wandmalereien insbesondere von Tan’yū zu sehen sind. Der berühmte Stellschirm Eitokus mit Zypresse (Nationalschatz) wird im National Museum Tōkyō aufbewahrt.